# ۱۲ دلو
۱۲ دلو یک ستاره است که در صورت فلکی دلو قرار دارد.